# Paraphloeostiba gayndahensis
Paraphloeostiba gayndahensis (лат.) — вид жуков-стафилинид рода Paraphloeostiba из подсемейства Omaliinae (Staphylinidae). Европа, Китай, Северная Америка, Австралия, Новая Зеландия. Назван gayndahensis по месту обнаружения типовой серии (Gayndah, Квинсленд).

## Описание
Мелкие коротконадкрылые жуки, длина тела: 1,70—3,30 мм. Пунктировка переднеспинки и надкрылий умеренно мелкая и редкая. Голова, переднеспинка и брюшко коричневые, надкрылья жёлто-коричневые. Срединная доля слабо сужена в вершине; парамеры узкие). Акцессорный склерит самки с узким и длинным апикальным участком. Пронотум выпуклый, от середины равномерно сужен как в переднем, так и в заднем направлении. Парамеры выходят за вершину срединной доли.

## Таксономия
Вид был впервые описан в 1873 году шотландско-австралийским биологом Уильямом Джоном Маклейем (1820—1891) под названием Omalium gayndahense по материалам из Гейнда, Квинсленд, Австралия (MacLeay 1873). Бернхауэр (1926) синонимизировал Phloeonomus singularis Kraatz, 1859 с этим видом, но Стил (Steel 1960) подтвердил его прежний статус и перевёл в состав рода Paraphloeostiba.

## Распространение
Европа, Китай, Северная Америка, Австралия, Новая Зеландия. В 1960 году Стил (Steel 1960) сообщил о находках P. gayndahensis из Квинсленда, Нового Южного Уэльса и острова Лорд-Хау. Кушель (Kuschel, 1990) отметил его из Новой Зеландии. Несколько авторов в 1990-х годах зарегистрировали этот вид из Европы (например, Zanetti 1995, Assing 1996), включая Канарские острова и Мадейру. Ньютон и др. (2000) нашли его в Калифорнии, США. Rougemont (2001) сообщил о нём из Гонконга, Китай. Тот же автор сообщил о нахождении P. apicalis из Гонконга и Юньнани, которые на самом деле относятся к P. gayndahensis.